# Льюис, Клайв Стейплз
Клайв Стейплз (Си Эс) Лью́ис (англ. Clive Staples "C. S." Lewis; 29 ноября 1898, Белфаст, Северная Ирландия, Британская империя — 22 ноября 1963, Оксфорд, Англия, Великобритания) — британский писатель, поэт, филолог и теолог ирландского происхождения. Наиболее известен своими произведениями в жанре фэнтези, среди которых «Хроники Нарнии», «Космическая трилогия», а также книгами по христианской апологетике, такими как «Письма Баламута», «Просто христианство», «Чудо», «Страдание». Один из наиболее выдающихся британских культурных деятелей XX века.
Льюис был близким другом другого известного писателя — Дж. Р. Р. Толкина. Они оба работали в Оксфорде и были активными членами литературной группы, известной под названием «Инклинги». Льюис был крещён при рождении в англиканской церкви в Ирландии, но в подростковом возрасте утратил интерес к религии. Благодаря своему другу Дж. Р. Р. Толкину Льюис в возрасте 32 лет возвращается в англиканскую церковь (тот, будучи католиком, надеялся, что друг примет католицизм). Вера оказала сильное влияние на его литературные произведения, а радиопередачи на христианскую тематику во время Второй мировой войны принесли Льюису всемирное признание.
В 1956 он женился на американской писательнице Джой Дэвидмен. Она умерла от рака четыре года спустя в возрасте 45 лет. Льюис умер 22 ноября 1963 года от почечной недостаточности, не дожив одну неделю до своего 65-летия. Средства массовой информации практически не упоминали о его смерти, так как он и его приятель, британский автор Олдос Хаксли, умерли в тот же день, в который был убит президент США Джон Кеннеди. В 2013 году, в дату 50-летия его смерти, в его честь был установлен мемориал в Уголке Поэтов в Вестминстерском аббатстве.
Работы Льюиса переведены более чем на 30 языков, проданы миллионы копий. Книги, составляющие цикл «Хроники Нарнии», известны более всех остальных и популяризированы средствами массовой информации, легли в основу нескольких художественных фильмов. Его работы стали всеобщим достоянием в странах, где копирайт снимается после 50 лет со смерти автора, например, в Канаде.

## Биография

### Детство и юность
Клайв Стейплз Льюис родился 29 ноября 1898 года в Белфасте, Северная Ирландия. Его отцом был Альберт Джеймс Льюис (1863—1929), адвокат, чей отец, Ричард, приехал в Ирландию из Уэльса в середине XIX века. Его мать, Флоренция Августа Льюис (в девичестве Гамильтон) известная как Флора, была дочерью священника англиканской церкви Ирландии. Также у него был старший брат — Уоррен Гамильтон Льюис. Когда Льюису было четыре года, его собаку по кличке Джекси сбила машина, и он заявил, что теперь его зовут Джекси. Он перестал отзываться на какие-либо другие имена, хотя позже примирился с именем Джек — именно так его называли друзья и члены семьи всю оставшуюся жизнь. Когда ему было семь лет, его семья переехала в «Little Lea» — фамильный дом его детства в Стрендтауне, одном из районов Восточного Белфаста.
Будучи мальчиком, Льюис был очарован описаниями человекоподобных животных; он любил истории Беатрис Поттер и часто писал и иллюстрировал собственные истории о животных. Он со своим братом Уорни создали мир Самшит («Boxen»), который был населён животными. Льюис любил читать. Дом его отца был полон книг, и ему было легко найти новую книгу для чтения, словно, гуляя по полю, «найти новую травинку».
Первые уроки Льюис получал от частных репетиторов. Но после того как его мать умерла от рака в 1908, его отправили в Виньярдскую школу в Уотфорде, Хартфордшир. Брат Льюиса поступил туда тремя годами ранее. Вскоре школу закрыли из-за нехватки учеников. Директор школы Роберт «Старик» Капрон попал после этого в психиатрическую больницу. Льюис начал посещать колледж Кэмпбелл на востоке Белфаста примерно в миле от его дома, но через несколько месяцев из-за проблем с дыханием перестал туда ходить. Его отправили в курортный город в Молверне, Вустершир, где он посещал подготовительную школу дома Шербургов, которую Льюис в автобиографии называл Шартром. Именно в это время он утратил свою детскую веру и стал атеистом, начал интересоваться мифологией и оккультизмом. В сентябре 1913 Льюис поступил в колледж Молверна, где оставался до следующего июня. После ухода из Молверна, он берёт частные уроки у Вильяма Т. Киркпатрика, репетитора его отца, бывшего директора Лурганского колледжа.
Будучи подростком, Льюис был поражён песнями и легендами, которые он называл «Северностью», древней литературой Скандинавии, сохранившейся в сагах Исландии. Эти легенды пробуждали в нём нечто, что он позже называл «радостью». Он также любил природу. То, что он пишет в подростковом возрасте, постепенно начинает выходить за пределы Самшита, он начинает пробовать себя в различных жанрах, включая эпическую поэзию и оперу, чтобы попытаться воплотить интересующую его северную мифологию и мир природы. Уроки, которые преподавал ему Киркпатрик, привили ему любовь к греческой литературе и мифологии, отточили навыки риторики и мышления. В 1916 Льюис получил стипендию для обучения в Университетском колледже Оксфордского университета.

### Первая мировая война
Через три месяца обучения в Оксфорде его призывают в британскую армию младшим офицером. Он отправляется во Францию, чтобы участвовать в Первой мировой войне. Он, как второй лейтенант, отправился в третий батальон лёгкой пехоты британской армии. В день своего 19-летия он прибывает на линию фронта в долину реки Сомма, где начинает заниматься испытанием окопов.
15 апреля 1918 он был ранен, два его товарища были убиты. В апреле 1918 года он был ранен снарядом, выпущенным своими же. В течение почти 30 лет у него в груди оставались два осколка снаряда, которые были окончательно удалены лишь в августе 1944 года. Во время лечения он страдал от депрессии и тоски. После выздоровления его назначают на службу в Андовер, в Англии. Пережитые ужасы войны утвердили его в атеизме.

### Возобновление учебы
В декабре 1918 Льюиса демобилизируют и вскоре он возобновляет учёбу.
В 1919 году под псевдонимом Клайв Гамильтон (англ. Clive Hamilton) выпускает сборник стихов «Угнетённый дух» (англ. Spirits in Bondage).
В 1923 году получает степень бакалавра, позже — степень магистра.
В 1924 он начал преподавать философию в колледже университета. В 1925 был избран членом научного сообщества и начал преподавать английскую литературу в колледже Магдалины, где оставался на протяжении 29 лет, вплоть до 1954 года.
В 1926 году под тем же псевдонимом Клайв Гамильтон выпускает сборник стихов «Даймер» (англ. Dymer).

### «Моя ирландская жизнь»
Льюис испытал культурный шок, впервые прибыв в Англию: «Моё первое впечатление от Англии будет, конечно, непонятно англичанину», писал Льюис в «Настигнутом радостью». «Странное английское произношение превращало голоса людей в вопли бесов, но страшнее всего был пейзаж между Флитвудом и Юстопом… Позднее я примирился со всем этим, но понадобилось немало лет, чтобы избавиться от вспыхнувшей в тот миг ненависти к Англии».
В подростковом возрасте Льюис увлёкся скандинавской и греческой мифологией, немного позже — ирландской мифологией и литературой. У него также был выраженный интерес к ирландскому языку, хотя есть много свидетельств, которые говорят о трудностях, которые он испытывал в его изучении. У него появилось особое пристрастие к У. Б. Йейтсу, отчасти потому, что Йейтс использовал в поэзии фольклор Ирландии. В письмах к одному своему другу Льюис писал.:

Здесь я открыл автора, настолько близкого моему сердцу. Я уверен, что он принесёт и тебе наслаждение. Это У. Б. Йейтс. Он пишет пьесы и поэмы о нашей старой ирландской мифологии и делает это в духе древней красоты.

В 1921 году Льюис дважды встречается с Йейтсом, когда тот приезжает в Оксфорд. Он был поражён равнодушием своих сверстников к Йейтсу и движению Кельтского возрождения. Льюис писал: «Я постоянно удивляюсь тому, как настойчиво игнорируют Йейтса люди, которых я встречаю: возможно, его призывы слишком ирландские — если дело в этом, хвала богам, что я ирландец». После обращения в христианство, он начал интересоваться христианской теологией и отошёл от языческого мистицизма кельтов.
Льюис время от времени испытывал некоторый насмешливый шовинизм по отношению к Англии. Описывая встречу с одним приятелем из Ирландии, он писал: «Как и все ирландцы, которых можно встретить в Англии, мы сошлись на том, что англо-саксонская раса невозможно легкомысленна и тупа. Кроме этого, нет сомнений, ami, что хотя ирландцы это только люди, со всеми их ошибками, я бы не был доволен жизнью или смертью среди другого народа». На протяжении всей его жизни он искал компании других ирландцев, живущих в Англии и регулярно посещал Северную Ирландию. Он даже провёл там свой медовый месяц в 1958 в Крофордсберне. Он называл это «моя ирландская жизнь».

### Джейн Мур
Когда Льюис служил в армии, он жил в одной комнате с другим кадетом — Эдвардом Кортни Фрэнсисом «Пэдди» Мур (1898—1918). Морин Мур, сестра Пэдди, говорила, что эти двое составили взаимный договор о том, что если один из них умрёт на войне, выживший позаботится о семьях обоих. Пэдди был убит в 1918, и Льюис сдержал обещание. Ранее Пэдди познакомил Льюиса со своей матерью, Джейн Кинг Мур, и между ними сразу возникли дружеские отношения. Льюису на то время было восемнадцать лет, а Джейн — сорок пять. Дружба с Мур была особенно важна для Льюиса, пока он оправлялся после ранения в госпитале, так как отец его не навещал.
Льюис жил и заботился о Мур до тех пор, пока она не была госпитализирована в конце 1940-х годов. Он постоянно представлял её всем как свою мать и называл её так в письмах. Родная мать Льюиса умерла, когда он был ещё ребёнком, а его отец был груб и эксцентричен, так что у него появилась глубокая привязанность к Мур.
Слухи насчёт их отношений всплыли в 1990-х годах в публикациях Э. Н. Уильсона о биографии Льюиса. Уильсон (который никогда не встречался с Льюисом) попытался представить дело так, будто они с Мур состояли в любовных отношениях. Книга Вильсона была не первой попыткой разобраться в отношениях Льюиса и Джейн. Джордж Сойер знал Льюиса 29 лет и также пытался пролить свет на его отношения периода длиной в четырнадцать лет, предшествующего обращению в христианство. В его биографии «Жизнь К. С. Льюиса» он пишет:

Были ли они любовниками? Оуэн Барфилд, который хорошо знал Льюиса в 1920-х годах, однажды сказал, что вероятность этого была «пятьдесят-на-пятьдесят». Хоть она и была на 26 лет старше Джека, она была привлекательной женщиной и он был определённо увлечён ею. Но было бы странным, если бы они оказались любовниками, ведь он называл её матерью. Известно, также, что они не жили в одной комнате. Более правдоподобным кажется то, что он был привязан к ней из-за обещания, данного Пэдди, и это обещание зажгло к ней любовь, как ко второй матери.

Позже Сойер изменил своё мнение. Во вступлении к изданию 1997 года биографии Льюиса он пишет:

Я изменил своё мнение насчет отношений Льюиса и миссис Мур. В восьмой главе этой книги я писал, что не уверен в том, что они были любовниками. Сейчас, после беседы с Морин, дочерью миссис Мур, и ознакомления с расположением их спален в Килнсе, я уверен, что они ими всё же были.

Льюис хорошо отзывался о миссис Мур на протяжении его жизни. Как-то он сказал своему приятелю Джорджу Сойеру: «Она была щедра и научила меня такой же щедрости». В декабре 1917 Льюис пишет письмо своему другу детства, Артуру Гривзу, о том, что Джейн и Гривз были «двумя людьми, наиболее важными для меня в мире».
В 1930 Льюис едет в Килнс (дом в районе Хедингтона, на окраине Оксфорда. В наше время часть Ризингхерста) со своим братом Уорни, миссис Мур и её дочерью Морин. Все они вложились в покупку дома, который впоследствии отошёл Морин, которая после смерти матери в 1973 была известна как Дэйм Морин Данбер.
В последние годы своей жизни Джейн Мур страдала слабоумием и, в итоге, была помещена в лечебницу, где и умерла в 1951. Льюис навещал её каждый день до самой её смерти.

### Обращение в христианство
Льюис рос в религиозной семье, которая посещала Ирландскую Церковь. В пятнадцать лет он стал атеистом, хотя позже описывал свою юность как состояние парадоксальной «злости на Бога за не существование». Его отход от христианства начался, когда он стал рассматривать свою религиозность как обязанность.
Чтение таких авторов, как Уэллс и Болл, Роберт, утвердило в сознании Льюиса ощущение безбрежности вселенной и ничтожности человека, и мир в тот момент представлялся ему холодным, опасным и недружелюбным. По собственному признанию Льюиса, ещё до прочтения поэмы «De rerum natura» ему была глубоко созвучна мысль Лукреция, которую он считал самым сильным из аргументов в пользу атеизма:

…не для нас и отнюдь не божественной волею создан

весь существующий мир: столь много в нём всяких пороков.
Оригинальный текст (лат.)Nequaquam nobis divinitus esse paratam,

Naturam rerum; tanta stat praedita culpa
— Лукреций. О природе вещей (Пер. Ф. А. Петровского)
В то же время Льюис начал проявлять интерес к оккультизму, который никак не был связан с его атеизмом, — в юном Льюисе их объединяло лишь противостояние христианству.
Интерес Льюиса к работам Джорджа Макдональда был одной из причин его отхода от атеизма. Это можно увидеть в девятой главе его книги «Расторжение брака», в которой главный персонаж, которого можно назвать полуавтобиографическим, встречает Макдональда на небесах:

Сильно дрожа, я стал объяснять ему, что значит он для меня. Я пытался рассказать, как однажды зимним вечером я купил на вокзале его книгу (было мне тогда шестнадцать лет), и она сотворила со мной то, что Беатриче сотворила с мальчиком Данте — для меня началась новая жизнь. Я сбивчиво объяснял, как долго эта жизнь была только умственной, не трогала сердца, пока я не понял, наконец, что его христианство — неслучайно. Я заговорил о том, как упорно отказывался видеть, что имя его очарованию — святость.

В конце концов Льюис возвратился в христианство, будучи под влиянием аргументов его коллеги и друга Дж. Р. Р. Толкина, с которым он впервые встретился 11 мая 1926, а также под влиянием книги Честертона «Вечный человек». Льюис решительно сопротивлялся обращению в веру, отмечая, что он вернулся в христианство как блудный сын «с боем, упираясь изо всех сил, оглядываясь по сторонам в поисках пути для побега». Он описывал свою последнюю борьбу в «Настигнутом радостью»:

И вот ночь за ночью я сижу у себя, в колледже Магдалины. Стоит мне хоть на миг отвлечься от работы, как я чувствую, что постепенно, неотвратимо приближается Тот, встречи с Кем я так хотел избежать. И всё же то, чего я так страшился, наконец, свершилось. В Троицын семестр 1929 года я сдался и признал, что Господь есть Бог, опустился на колени и произнёс молитву. В ту ночь, верно, я был самым мрачным и угрюмым из всех неофитов Англии.

В 1931 году Льюис, по собственному признанию, стал христианином. Однажды сентябрьским вечером Льюис долго беседовал о христианстве с Толкином (ревностным католиком) и Хьюго Дайсоном (беседа изложена Артуром Гривсом под названием «Они встали вместе»). Эта вечерняя дискуссия была важна для события следующего дня, которое Льюис описывает в «Настигнутом радостью»:

Когда мы (Уорни и Джек) отправлялись (на мотоцикле в зоопарк Уипснейд), я не верил, что Иисус Христос есть Сын Божий, но когда мы пришли в зоопарк, я верил.

Льюис стал членом англиканской церкви, чем слегка разочаровал Толкина, который надеялся, что тот станет католиком.
Льюис был приверженцем англиканцев, которые во многом поддерживали традиционную англиканскую теологию, хотя в своих работах по апологетике он старается избегать поддержки какой-либо конкретной деноминации. По мнению некоторых, в его поздних работах он придерживается идеи очищения грехов после смерти в чистилище («Расторжение брака» и «Письма к Малькольму»), которая относится к учению Римской Католической Церкви, хотя также широко распространена и в англиканстве (в основном, в кругах Англо-Католической Церкви). Несмотря на это, Льюис считал себя абсолютно традиционным англиканцем до конца своей жизни. Он отмечал, что изначально посещал церковь только ради причастия и не воспринимал гимны и проповеди, которые были не слишком хороши. Позже он считал честью для себя поклонение с верующими, которые приходили в потёртой одежде и рабочих ботинках и которые пели все стихи и гимны.
Различные критики предполагают, что тем, что в конечном счёте заставило принять его христианство, был страх перед религиозным конфликтом в родном Белфасте. Как говорил один критик, Льюис «неоднократно превозносил достоинства всех ветвей христианской веры, подчёркивая необходимость единства христиан вокруг того, что католический писатель Г. К. Честертон называл „просто христианство“, сути догматов и убеждений, которые разделяют все деноминации». С другой стороны, Пол Стивенс из университета Торонто писал, что «просто христианство Льюиса скрывало под собой много политических предрассудков старомодных протестантов, свойственных среднему классу Белфаста».
Работы Льюиса активно цитируются теологами. В частности, он является автором популярной «трилеммы Льюиса» в апологетике.

### Вторая Мировая война
После того как в 1939 году вспыхнула война, Льюисы принимали в Килнсе детей, эвакуированных из Лондона и других городов.
Льюису было 40 лет, когда началась Вторая Мировая война. Он пытался вернуться в военные ряды, предлагая себя на роль инструктора новобранцев, но его предложение не было принято. Также он отклонил предложение рекрутинговой компании по написанию колонки в прессе для министерства информации. Позднее Льюис служил в местном ополчении в Оксфорде.
С 1941 по 1943 год Льюис вещал в трансляциях религиозных радиопередач от BBC из Лондона, в то время пока на город совершались регулярные воздушные налёты. На том этапе эти передачи были высоко оценены гражданским населением и военными. Например, главный маршал авиации сэр Дональд Хардман писал:

Война, жизнь, всё, что угодно, кажется бессмысленным. Многие из нас нуждались в обретении смысла жизни. Льюис дал нам его.

С 1941 года в свободное время он занимался посещением пунктов ВВС Великобритании по приглашению главного капеллана Мориса Эдвардса и рассказывал там о своей вере.
В декабре 1942 года Льюис был внесён Георгом VI в списки награждаемых Орденом Британской Империи, но отказался от него, чтобы избежать ассоциации с какими-либо политическими вопросами.
Также в этот военный период ему было предложено стать первым главой Клуба Сократа в Оксфорде (январь 1942). На этой должности оставался до тех пор, пока в 1954 году не перешёл в Кембриджский университет.

### «Инклинги». Кембриджский университет.
С 1933 по 1949 год вокруг Льюиса собирается кружок друзей, ставший основой литературно-дискуссионной группы «Инклинги», участниками которой стали Джон Рональд Руэл Толкин, Уоррен Льюис, Хьюго Дайсон, Чарльз Уильямс, доктор Роберт Хавард, Оуэн Барфилд, Уэвилл Когхилл и др.
В 1950—1956 публикуется цикл «Хроники Нарнии», принёсший Льюису мировую славу. За книгу «Последняя битва» из этой серии Льюис получил премию Карнеги.
В 1954 году Льюис стал председателем новосозданной кафедры «Литературы Средневековья и Возрождения» в колледже Магдалены в Кембридже. У него сохранилась сильная привязанность к Оксфорду, где у него находился дом, который он посещал по выходным до самой своей смерти в 1963 году.
В 1955 году становится членом Британской академии.

### Джой Дэвидмен
В более позднем возрасте Льюис переписывался с Джой Дэвидмен Грешем, американской писательницей еврейского происхождения, бывшей коммунисткой, которая обратилась из атеизма в христианство. Она рассталась с пьющим, оскорблявшим её мужем, писателем Уильямом Грешемом и приехала в Англию с двумя сыновьями — Дэвидом и Дугласом. Льюис ценил её как талантливого и умного компаньона и личного друга. То, что Льюис согласился жить с ней в гражданском браке, стало тем, что дало ей возможность оставаться в Великобритании. Гражданский брак был заключён в регистрационном центре по адресу: г. Оксфорд, бульвар Сент-Джайлс, 24, 23 апреля 1956 г. Брат Льюиса Уоррен писал: «Для Джека в первую очередь был привлекателен интеллект. Из всех женщин только Джой имела ум, не уступающий ему в гибкости, широте взглядов, цепкости и, прежде всего, чувстве юмора». После жалоб на боли в бедре, у неё диагностировали последнюю стадию рака кости. Их отношения с Льюисом развились настолько, что привели к христианскому браку. Это вызывало некоторые трудности в плане церкви, так как Джой была разведена, но их друг преп. Питер Байд, 25 марта 1957 года провёл церемонию прямо у её постели в госпитале Черчхилл.
Немного позднее у Грешем наступила ремиссия, они жили вместе как семья с Уорреном Льюисом до 1960 года, в котором рецидив рака привёл к смерти Джой 13 июля. Ранее в том году они провели короткие выходные в Греции у Эгейского моря, во время которых они посещали Афины, Микены, Родос, Гераклеон и Кносс. Льюис любил прогулки, но не путешествия. Это было видно по тому, что после 1918 года его поездки ограничивались пересечением Ла-Манша. Книга Льюиса «Исследуя скорбь» описывала опыт его тяжёлой утраты в такой специфической манере, что сначала он выпустил её под псевдонимом Н. В. Клерк, чтобы читатели не начали ассоциировать книгу с ним.
После смерти Грешем Льюис продолжал растить её двух сыновей. Дуглас Грешем был христианином как и Льюис с матерью, в то время как Дэвид Грешем вернулся в веру, в которой родилась его мать, и стал ортодоксальным евреем по своим убеждениям. В интервью 2005 года Дуглас Грешем подтвердил, что он и его брат не были близки, но сказал, что они общались по электронной почте. Дуглас по-прежнему участвовал в управлении имуществом Льюиса.

### Болезнь и смерть
В начале июня 1961 у Льюиса началось воспаление почек, которое привело к заражению крови. Болезнь заставила его на время оставить преподавание в Кембридже. К 1962 году его здоровье постепенно улучшилось, и в апреле он вернулся на работу. Здоровье Льюиса продолжало улучшаться и он, по словам его друга Джорджа Сойера, полностью восстановился к началу 1963. 15 июля того же года он почувствовал недомогание и был госпитализирован. На следующий день в пять часов пополудни у него случился сердечный приступ. Он впал в кому, внезапно очнувшись на следующий день в два часа. После того как его выписали из госпиталя, Льюис возвращается в Килнс, хоть он и был слишком болен, чтобы работать. В результате болезни в августе он окончательно оставил свою должность в Кембридже. Состояние его здоровья продолжало ухудшаться, и в середине ноября, ровно за одну неделю до своего 65-летия, он падает в своей спальне в 17:30 и через несколько минут умирает. Льюис был похоронен в церковном дворе церкви Святой Троицы в Хедингтоне Куэрри, Оксфорд. Его брат Уоррен Гамильтон «Уорни» Льюис, который умер 9 апреля 1973, был позднее похоронен в соседней могиле. Освещение смерти Льюиса СМИ было практически незаметно на фоне сообщений об убийстве Джона Кеннеди, который был убит в тот же день (примерно через 55 минут после смерти Льюиса), как и вести о смерти английского писателя Олдоса Хаксли, автора книги «О дивный новый мир». Это совпадение вдохновило Питера Крайфта на написание книги «Между раем и адом: Диалог где-то за пределами смерти между Дж. Ф. Кеннеди, К. С. Льюисом и О. Хаксли». Льюис поминается 22 ноября в церковном календаре епископальной церкви.

### Фэнтези
1. «Пока мы лиц не обрели» (Till We Have Faces, 1956)

Цикл «Хроники Нарнии»:
1. Лев, Колдунья и платяной шкаф (англ. The Lion, the Witch and the Wardrobe, 1950)
2. Принц Каспиан (англ. Prince Caspian: The return to Narnia, 1951)
3. Покоритель зари, или Плавание на край света (англ. The Voyage of the Dawn Treader, 1952)
4. Серебряное кресло (англ. The Silver Chair, 1953)
5. Конь и его мальчик (англ. The Horse and His Boy, 1954)
6. Племянник чародея (англ. The Magician’s Nephew, 1955)
7. Последняя битва (англ. The Last Battle, 1956)

### Научная фантастика
Цикл «Космическая трилогия»:
1. За пределы безмолвной планеты (англ. Out of the Silent Planet, 1938)
2. Переландра (англ. Perelandra, 1943)
3. Мерзейшая мощь (англ. That Hideous Strength, 1946)

### Религиозные произведения
1. Кружной путь, или Блуждания паломникаангл.[англ.](англ. The Pilgrim's Regress, 1933)
2. «Страдание» (The Problem of Pain, 1940)
3. «Письма Баламута» (The Screwtape Letters, 1942)
4. «Расторжение брака» (Great Divorce, 1945)
5. «Чудо» (Miracles: A Preliminary Study, 1947)
6. «Просто христианство» (Mere Christianity, 1952, на базе радиопередач 1941—1944 годов)
7. «Размышления о псалмах» (Reflections on the Psalms, 1958)
8. «Четыре любви» (The Four Loves, 1960, о видах любви и христианском её понимании)
9. «Исследуя скорбь» (A Grief Observed, 1961)
10. «Баламут предлагает тост» (Screwtape Proposes a Toast, 1961)

### Работы в области истории литературы
1. «Предисловие к «Потерянному раю»» (A Preface to Paradise Lost, 1942)
2. «Английская литература шестнадцатого века» (English Literature in the Sixteenth Century, 1955)

### Работы в области филологии
1. «Аллегория любви: исследование средневековой традиции» (The Allegory of Love: A Study in Medieval Tradition, 1936)

### Сборники стихов, изданные под псевдонимом Клайв Гамильтон
1. «Угнетённый дух» (Spirits in Bondage, 1919)
2. «Даймер» (Dymer, 1926)